# Fury of the Storm
"Fury of the Storm" pjesma je britanskog power metal sastava DragonForce. Pjesma je druga po redu na drugom studijskom albumu sastava Sonic Firestorm. Objavljena je 2004. godine. Bila je promocijski singl i drugi singl skupine. Prema Last.fm-ovoj ljestvici, "Fury of the Storm" jedna je od najpopularnijih pjesama sastava.
Pjesma je također postigla veliki uspjeh pojavljujući se u igrici Guitar Hero: Warriors of Rock.